# Consolida gombaultii
Consolida gombaultii är en ranunkelväxtart som först beskrevs av Thiéb., och fick sitt nu gällande namn av Philip Alexander Munz. Consolida gombaultii ingår i släktet åkerriddarsporrar, och familjen ranunkelväxter. Inga underarter finns listade i Catalogue of Life.